# Gmina Sjenica
Gmina Sjenica (serb. Opština Sjenica / Општина Сјеница) – gmina w Serbii, w okręgu zlatiborskim. W 2018 roku liczyła 25 798 mieszkańców.
Spis powszechny 2022:
- Bośniacy 74%
- Serbowie 16%
- Muzułmanie 4%
- inni 6%